# Окружная улица (Москва)
Окружна́я у́лица — улица, расположенная в Северо-Западном административном округе города Москвы на территории района Южное Тушино.

## История
Улица получила своё название в 1930-е годы в связи с тем, что окружала район, застроенный домами для рабочих Тушинской чулочной фабрики.

## Расположение
Окружная улица проходит от места перехода Фабричного проезда в Светлогорский проезд на запад, затем делает полукруг, поворачивая на север и на восток, и примыкает к Светлогорскому проезду. Между Окружной улицей, Светлогорским проездом, улицей Саломеи Нерис и МКАД расположен парк «Братцево». Восточнее проезда расположена Сходненская чаша. Нумерация домов начинается от Фабричного проезда.

## Примечательные здания и сооружения
По нечётной стороне:
- д. 17А — здание, в котором в разное время располагались: общественная баня[3], кафе, магазины и другие организации. По состоянию на 2023 год в здании находятся продуктовый магазин, пекарня, автосервис, шиномонтаж и пункт выдачи заказов Wildberries.

По чётной стороне:
- д. 2 — четырёхэтажный жилой дом, построенный в 1948 году по индивидуальному проекту. Первый этаж дома выделен под нежилые помещения. В разное время на первом этаже располагались различные рестораны и магазины. По состоянию на 2023 год на первом этаже находится магазин сети Магнит. До присоединения Тушино к Москве, на третьем этаже здания располагался Тушинский городской народный суд.[4]

## Транспорт

### Наземный транспорт
По Окружной улице не проходят маршруты общественного транспорта. У северного конца улицы, на Светлогорском проезде, расположена остановка «Окружная улица» (до 30 апреля 2022 года имела название «Школа № 821»), по которой проходят автобусные маршруты № 313, 88, 488, с377 и с396.

### Железнодорожный транспорт
- Платформа «Трикотажная» Рижского направления МЖД - южнее проезда, на Трикотажном проезде.